# Adivar (cráter)
Adivar es un cráter de impacto en el planeta Venus de 30,3 km de diámetro. Lleva el nombre de Halide Edib (1883-1964), escritora turca, y su nombre fue aprobado por la Unión Astronómica Internacional en 1991.
El cráter está situado al norte de la parte occidental de la meseta Afrodita.
El material eyectado que rodea el cráter aparece brillando en la imagen del radar debido a la presencia de roca fracturada rugosa. También se ha visto afectada por el impacto un área mucho más amplia, particularmente hacia el oeste del cráter. Los materiales brillantes de radar, incluyendo una raya tipo jet , al oeste del cráter, se extienden por más de 500 km a través de las llanuras circundantes.
Una raya más oscura, en forma de herradura o paraboloide, rodea la zona luminosa. Las rayas paraboloides de radar oscuras (es decir, suaves) se observaron alrededor de los cráteres en imágenes anteriores del sobrevuelo de la sonda espacial Magallanes de la NASA, pero ésta es una raya brillante y poco frecuente. Estas rayas inusuales, sólo vistas a Venus, se creen que resultan de la interacción de los materiales del cráter (el meteorito, la eyección o los dos) y los vientos de alta velocidad en la atmósfera superior.
El mecanismo preciso que produce las rayas es poco entendido, pero es evidente que la atmósfera densa de Venus tiene un importante papel en la distribución del material expulsado.